# Klaus Jünschke
Klaus Jünschke (* 6. September 1947 in Mannheim) ist ein ehemaliges Mitglied der terroristischen Vereinigung Rote Armee Fraktion (RAF). Wegen gemeinschaftlich begangenen Mordes wurde er 1977 zu einer lebenslangen Freiheitsstrafe verurteilt und 1988 begnadigt. Seither ist er als Sachbuchautor tätig.

## Leben
Jünschke war Student der Psychologie in Heidelberg, als er 1970 zunächst zum Sozialistischen Patientenkollektiv (SPK) stieß, einem Rekrutierungsbecken für die RAF. Nach der Auflösung des SPK schloss Jünschke sich ebenso wie andere SPK-Mitglieder der RAF an. Er war nach eigener Aussage bei der „kämpfenden Truppe“ angekommen, erledigte „Einkäufe“, besorgte Kfz-Kennzeichen und Wohnungen. Von Gudrun Ensslin erhielt er den Codenamen „Spätlese“. 
Jünschke wurde am 9. Juli 1972 gemeinsam mit Irmgard Möller in Offenbach festgenommen. Er wurde angeklagt, gemeinsam mit sechs anderen RAF-Mitgliedern an einem Banküberfall auf die Bayerische Hypotheken- und Wechselbank in Kaiserslautern beteiligt gewesen zu sein, bei dem 134.000 DM erbeutet wurden. Der Polizist Herbert Schoner wurde bei diesem Überfall erschossen. Während des darauf folgenden „kleinen Baader-Meinhof-Prozesses“ war Jünschke am 131. Prozesstag als Zeuge geladen.
Am 2. Juni 1977 wurde er ebenso wie der mit ihm angeklagte Manfred Grashof zu einer lebenslangen Freiheitsstrafe wegen gemeinschaftlich begangenen Mordes verurteilt. Der Angeklagte Wolfgang Grundmann erhielt vier Jahre Haft.
In der Haft beteiligte sich Jünschke an sieben Hungerstreiks. Später distanzierte er sich von der RAF und rief sie 1986 in einem offenen Brief dazu auf, den bewaffneten Kampf einzustellen. Unterstützung erhielt er von katholischer Seite aus dem Bistum Limburg vom damaligen Bischof Franz Kamphaus. Während der Inhaftierung schloss er ein Fernstudium der Sozialwissenschaften erfolgreich ab. Nachdem das Landgericht Koblenz eine übliche Entlassung nach 15 Jahren mit Verweis auf die besondere Schwere der Tat abgelehnt hatte, setzte sich Antje Vollmer für Jünschkes Begnadigung ein, da er sich eindeutig und glaubhaft vom Terrorismus losgesagt habe. 1988 wurde Jünschke vom rheinland-pfälzischen Ministerpräsidenten Bernhard Vogel begnadigt und aus der Haft entlassen. Es war die erste Begnadigung eines RAF-Mitglieds in Deutschland.
Jünschke ist seitdem unter anderem als Autor und für soziale Projekte tätig. Im Mittelpunkt seiner Schriften steht die Kritik an Form und Funktion des Strafvollzuges. Seit 1997 gehört er dem Beirat der Justizvollzugsanstalt Köln-Ossendorf an. Dorthin wurde er für die Grünen mit großer Mehrheit des Rates der Stadt Köln entsandt.
Auch in Tagesmedien nimmt er Stellung, so in der linken Tageszeitung junge Welt und in der taz.

## Schriften (Auswahl)
- Gefangen & Wohnunglos. Gespräche mit Obdachlosen in Haft. Köln, Weissmann Verlag 2023, ISBN 978-3-94916-810-9.
- mit Jörg Hauenstein und Christiane Ensslin: Pop Shop. Gespräche mit Jugendlichen in Haft. Konkret Literatur Verlag, Hamburg 2007, ISBN 978-3-89458-254-8.
- mit Bettina Paul (Hrsg.): Wer bestimmt denn unser Leben? Beiträge zur Entkriminalisierung von Menschen ohne Aufenthaltsstatus. Von Loeper Literaturverlag, Karlsruhe 2005, ISBN 978-3-86059-411-7.
- mit Christoph Meertens: Risikofaktor Innere Sicherheit. Argumente gegen den Law-and-Order-Staat. Knaur, München 1994, ISBN 978-3-42680-041-6.
- mit Christiane Ensslin, Günter Erkeling u. a.: Aktionshandbuch gegen Rassismus. Für eine BürgerInnen- und Menschenrechtsbewegung in Deutschland. Edition der Andere Buchladen, Köln 1993
- Spätlese. Texte zu RAF und Knast. Verlag Neue Kritik, Frankfurt 1988; ISBN 978-3-80150-226-3.